# Nitranska kneževina
Nitranska kneževina (slk. Nitrianske kniežatstvo, Nitriansko, Nitrava) bila je slavenska država nastala u 8. stoljeću na prostoru današnje Slovačke, Mađarske i Austrije. Glavni grad joj je bila Nitra, u kojoj je knez Pribina (825. – 830., oko 840. – 861.) 828. godine podigao prvu kršćansku bogomolju među Zapadnim i Istočnim Slavenima. Smatra se pretečom Slovačke, a njen simbol/grb bio je dvostruki križ, koji je i danas glavni element grba Slovačke (i grba Mađarske). Moravski knez Mojmir I. (830. – 846.) 833. godine potiskuje Pribinu i ujedinjuje dvije kneževine pod imenom Velikomoravska kneževina.

## Nezavisna kneževina
Kneževina nastaje u 8. stoljeću na prostoru nizine i pobrđa koje se danas prostire na tromeđi:
- Slovačka
- Mađarska
- Austrija

Kneževina se aktivno uključuje u sukob Karla Velikog s Avarima, koji konačno bivaju slomljeni oko 800. godine. Neposredno iza toga se u povijesnim izvorima pojavljuje jedini poznati knez Pribina (825. – 833.), koji 828. godine u Nitri podiže prvu crkvu među Zapadnim i Istočnim Slavenima, kao i druge građevine, kako u samoj Nitri, tako i u dolini Vaha, Oravi i Spišu. Sukob između moravskog kneza Mojmira I. (830. – 846.) i Pribine okončava se 833. godine Mojmirovom pobjedom. On je tada ujedinio dvije kneževine i stvorio Velikomoravsku kneževinu, dok je Pribina prebjegao Francima, od kojih je na upravu dobio prostore južno od Nitranske kneževine, tzv. Blatno kneževstvo sa sjedištem u Blatnom gradu na Blatnom jezeru u današnjoj Mađarskoj.

## Zavisna kneževina
Poslije stvaranja Velikomoravske kneževine, Nitranska kneževina je u njoj ostala kao zasebna oblast kojom je upravljao princ Prijestolonasljednik. Ovakav sustav održao se i poslije sloma Velike Moravske sve do 1108. godine, kada je kneževina rasformirana. U tom razdoblju nalazila se u sastavu:
- Velikomoravske kneževine (833. – 925.)
- Kneževine (925. – 1000.) i Kraljevine (1000. – 1001.) Mađarske
- Kneževine (1001. – 1025.) i Kraljevine (1025. – 1030.) Poljske
- Kraljevine Mađarske (1030. – 1108.)

## Poveznice
- Velikomoravska kneževina
- Bratislava
- Povijest Slovačke
- Grb Slovačke

## Vanjske poveznice
- Karta kneževine
- Karta kneževine
- Karta kneževine